# باتريك براون (عالم كيمياء حيوية)
باتريك براون (بالإنجليزية: Patrick O. Brown)‏ (و. 1954  م) هو عالم كيمياء حيوية، وعالم أحياء، وطبيب، وأستاذ جامعي أمريكي، ولد في واشنطن، هو عضوٌ في الأكاديمية الوطنية للعلوم، والأكاديمية الوطنية للطب.

## التعليم
تعلم في جامعة شيكاغو
.

## جوائز
حصل على جوائز منها:
- ASHG Scientific Achievement Award [الإنجليزية]‏ (2005)
- جائزة الأكاديمية الوطنية للعلوم في علم الأحياء الخلوي (2000)
- جائزة غاباي (1998)